# جان اگنیو (بازیکن فوتبال)
جان اگنیو (انگلیسی: John Agnew; ۲۷ ژوئن ۱۹۳۵ – ۲۰۰۲ (۶۶−۶۷ سال)) بازیکن فوتبال اهل بریتانیا بود.
از باشگاه‌هایی که در آن بازی کرده‌است می‌توان به باشگاه فوتبال شفیلد ونزدی، باشگاه فوتبال کوربی تاون، و باشگاه فوتبال دارلینگتون اشاره کرد.